# Liste der Biografien/Frem
Liste der Biografien |
Portal Biografien |
Personensuche
# |
A |
B |
C |
D |
E |
F |
G |
H |
I |
J |
K |
L |
M |
N |
O |
P |
Q |
R |
S |
T |
U |
V |
W |
X |
Y |
Z |
?
 
Fa |
Fe |
Ff |
Fh |
Fi |
Fj |
Fk |
Fl |
Fm |
Fn |
Fo |
Fr |
Ft |
Fu |
Fy
 
Fra |
Frc |
Fre |
Frg |
Fri |
Frk |
Frl |
Fro |
Fru |
Fry
 
Frea |
Freb |
Frec |
Fred |
Free |
Freg |
Freh |
Frei |
Frej |
Frek |
Frel |
Frem |
Fren |
Freo |
Frep |
Freq |
Frer |
Fres |
Fret |
Freu |
Frev |
Frew |
Frey |
Frez
Die Liste der Biografien führt alle Personen auf, die in der deutschsprachigen Wikipedia einen Artikel haben. Dieses ist eine Teilliste mit 30 Einträgen von Personen, deren Namen mit den Buchstaben „Frem“ beginnt.

## Frem

### Frema
- Fremantle, Charles (1800–1869), britischer Admiral
- Fremantle, William Henry (1831–1916), britischer Geistlicher und Dekan von Ripon
- Fremaut, Maximilian Emmanuel (1725–1768), Wasserbauingenieur, Direktor der Wiener Baudirektion und Kommerzienrat
- Fremaut, Pierre (1594–1661), reformierter Theologe in Köln und Emden

### Fremb
- Frembgen, Jürgen Wasim (* 1955), deutscher Ethnologe und Islamwissenschaftler

### Fremd
- Fremd, Adolf (1853–1924), deutscher Bildhauer
- Fremdling, Rainer (* 1944), deutscher Wirtschaftswissenschaftler und Wirtschafts- und Sozialhistoriker

### Freme
- Fremerey, Gustav (1902–1987), deutscher Volkswirt
- Fremerey, Max (1889–1968), deutscher Generalleutnant im Zweiten Weltkrieg
- Fremersdorf, Fritz (1894–1983), deutscher Archäologe und Bodendenkmalpfleger
- Fremery, Max (1859–1932), deutscher Chemiker und Unternehmer
- Fremery, Nicolaas Cornelis de (1770–1844), niederländischer Mediziner, Pharmakologe, Zoologe und Chemiker
- Fremery, Petrus Johannes Izaak de (1797–1855), niederländischer Mediziner und Chemiker

### Fremi
- Frémiet, Emmanuel (1824–1910), französischer Bildhauer
- Fremin, Jourdan, Schauspielerin
- Fréminé, Robert (1919–2009), französischer Lehrer und Politiker
- Fréminet, Martin (1567–1619), französischer Maler und Grafiker
- Frémion, Yves (* 1947), französischer Schriftsteller
- Frémiot, Marcel (1920–2018), französischer Komponist

### Freml
- Fremlin, Celia (1914–2009), englische Krimiautorin

### Fremo
- Frémon, Jean (* 1946), französischer Schriftsteller, Galerist und Kunsthändler
- Frémont, John C. (1813–1890), US-amerikanischer Entdecker und Politiker
- Frémont, Thierry (* 1962), französischer SchauspielerThierry Frémont (* 1962)

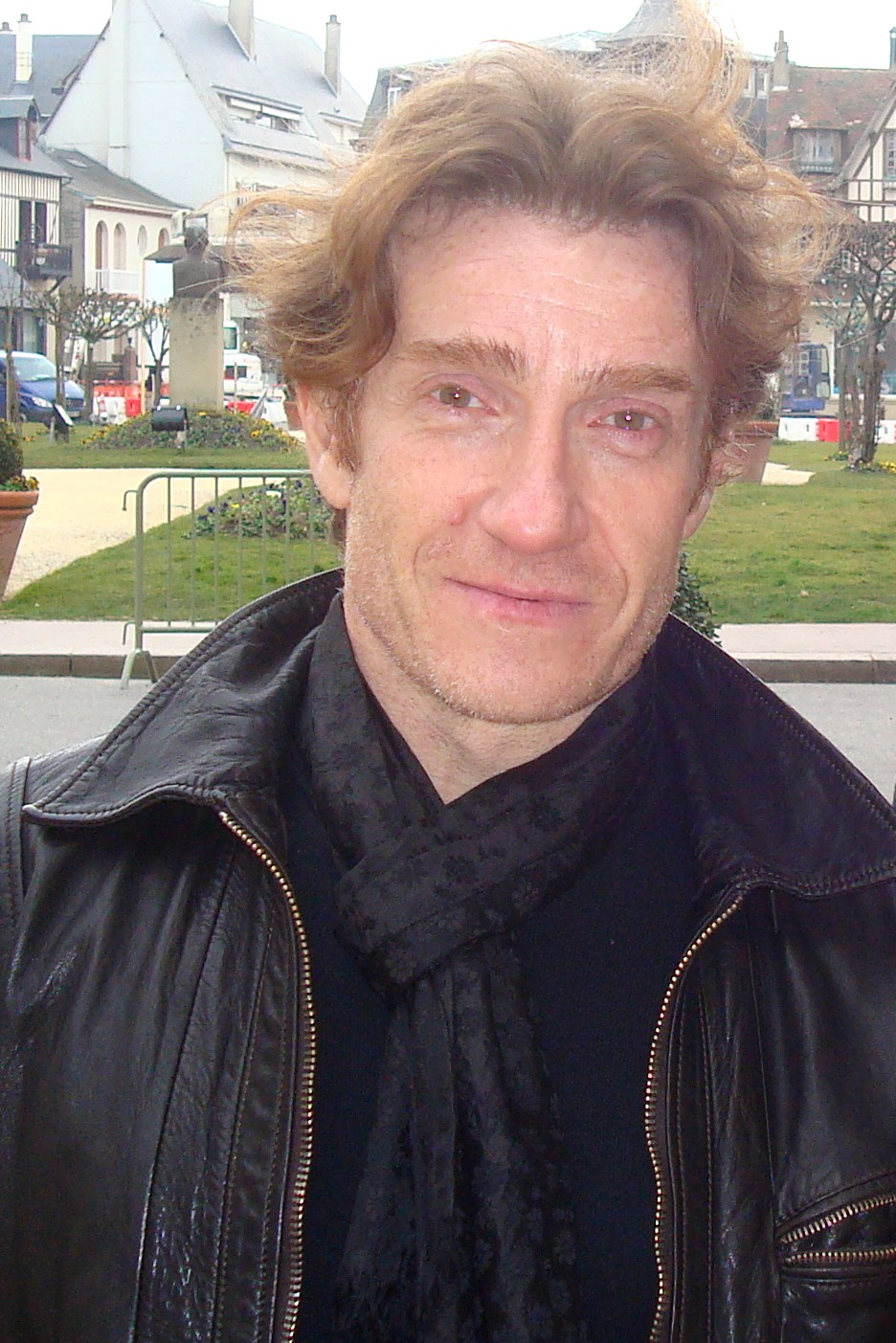
Thierry Frémont (* 1962)

### Fremp
- Frempong, Joy (* 1978), schweizerisch-ghanaische Sängerin, Vokalkünstlerin und Elektronik-Musikerin

### Fremr
- Fremr, Robert (* 1957), tschechischer Jurist

### Frems
- Fremstad, Olive (1871–1951), schwedisch-US-amerikanische Opernsängerin (hochdramatischer Sopran und Mezzosopran)

### Fremu
- Fremuth, Michael Lysander (* 1979), deutscher Jurist und Menschenrechtsexperte
- Fremuth, Walter (1932–2022), österreichischer Manager
- Fremuth, Wolfgang (* 1954), deutscher Biologe

### Fremy
- Frémy, Edmond (1814–1894), französischer Chemiker